# Invertébrés sur timbres du Brésil
Le Brésil a émis régulièrement des timbres avec des fleurs et des animaux.

## 1987
| Valeur faciale | Légende                                 | Remarque |
| -------------- | --------------------------------------- | -------- |
| 3 Cz$.         | Cobra voadora Fulgora servillei Spinola |          |
| 3 Cz$.         | Louva-a-Deus Zoolea lopiceps Olivier    |          |

## 1993
| Valeur faciale | Légende                            | Remarque |
| -------------- | ---------------------------------- | -------- |
| 8 000 Cz$.     | Besouro-Hercules Dynastes hercules |          |
| 55 000 Cz$.    | Toca-viola Batus barbicornis       |          |